# Inalegolo
Inalegolo est une ville du Botswana.